# Плоча (връх)
Връх Плоча е най-високият връх на Еловишката планина, като височината му е 1329 m. Неправилно известен и като Куровица, Голяма Куровица, Малка Куровица. Всъщност „Куровиците“ са отделни върхове, които се виждат от центъра на Горочевци и са преди връх Плоча по маршрута към него. Първо се минава покрай вр. Малка Куровица (на 50-ина метра вдясно от пътя. След това си заслужава да се видят "Ровините" - пясъчни пирамиди, също като Кътинските, но по-малки, с максимална височина от 4-5 м. Намират се в изкуствена борова горичка, също вдясно от пътя към върха, но има поставени указателни табелки по маршрута. Връх Плоча е обрасъл с габърово-букова гора, но е ясно обозначен. В страни от него се вижда прекрасна гледка към Руй, Шили камик над Зелениград  и още много планини в Краището. По маршрута липсва лентова туристическа маркировка, но на всички важни места от с. Горочевци до самия връх са поставени табелки и стрелки за туристите. Достъпът за туристи и планинари е свободен и до върха всяка година има множество туристически излети и експедиции. Изходен пункт в тях е село Горочевци, община Трън. Тръгва се от центъра, веднага след това се свърва вдясно и се следва пътеката. Има табелки. От центъра до върха е час и половина.